# NGC 7628
NGC 7628 (również PGC 71153 lub UGC 12534) – galaktyka eliptyczna (E), znajdująca się w gwiazdozbiorze Pegaza. Odkrył ją Édouard Jean-Marie Stephan 4 października 1878.